# Kaiser (1905)
El Kaiser fue un barco de pasajeros de la HAPAG . Fue uno de los primeros barcos civiles alemanes con turbinas de vapor de diseño y fabricación alemana.

## Diseño
El Kaiser estaba equipado con dos turbinas de 2.208 kW cada una, construidas por AEG - Berlín en siete meses según el sistema de Charles Gordon Curtis. Dichas turbinas medían 5,6 metros de largo y 2,7 de alto, y estaban conectadas al eje de la hélice sin caja de cambios. Como no había engranajes reductores, las turbinas tenían baja eficiencia y no podían funcionar a las altas velocidades requeridas para un funcionamiento económico del buque. El Kaiser alcanzó una velocidad de 16 nudos, y ocasionalmente llegó a alcanzar los 20. Durante la reforma que sufrió el barco en 1923 se instaló una nueva planta de máquinas de mayor potencia. Más tarde, Blohm & Voss las transformaría para consumir petróleo en lugar de carbón. 
El Kaiser fue diseñado para transportar a 1.949 pasajeros en cubierta, contando asimismo con cabinas de primera clase para 20 pasajeros.

## Historia
El Kaiser fue encargado en 1904 por la Nordsee-Linie Dampfschiffs-GmbH al astillero AG Vulcan. Cuando HAPAG absorbió a la Nordsee-Linie el 1 de enero de 1905, también adquirió el Kaiser, que aún estaba en construcción, junto con los otros tres barcos de la flota: el primer Cobra, el Prinzessin Heinrich y el Silvana.
El Kaiser se botó el 8 de abril de 1905, y estaría listo para entrar en servicio el 10 de septiembre. Se utilizó en la ruta Hamburgo - Heligoland hasta Sylt o Norderney. La travesía entre St. Pauli y Heligoland duraba aproximadamente cuatro horas y media, y desde allí hasta Norderney serían otras tres horas más.  El káiser Guillermo II llegaría a utilizar el barco que portaba su nombre para viajes ocasionales por el Mar del Norte.

### Primera Guerra Mundial
La Armada Imperial requisó el Kaiser el 4 de agosto de 1914 y lo convirtieron en barco minador auxiliar, eliminándole su chimenea trasera. Adquirió capacidad para transportar hasta 200 minas. Bajo el mando del capitán de corbeta von Bülow, zarpó junto con los cruceros mineros Albatross y Nautilus el 9 de septiembre. Sin embargo, la velocidad del Kaiser resultó ser insuficiente para un buque de guerra. Al final de la Primera Guerra Mundial se convirtió en elbuque insignia de la flotilla avanzada “Elbe” al mando del capitán de fragata Erich Graf von Zeppelin. En 1918 fue dañado por una mina y tuvo que ser reparado.

### Período entreguerras
En agosto de 1919 el Kaiser tuvo que ser entregado a Gran Bretaña como compensación de guerra. Sin embargo, no llegó a ser operado por los ingleses, siendo recomprado el 23 de septiembre de 1921 por la HAPAG. En 1922 el barco fue reformado en el astillero Bremer Vulkan en Vegesack, recibiendo nuevas máquinas.
El 17 de junio de 1923 colisionó en el río Stör con el vapor británico Bellbro. El costado de estribor del Kaiser quedó dañado por encima de la línea de flotación. De sus 1887 pasajeros, uno falleció y cuatro resultaron gravemente heridos.
El Kaiser fue asignado inicialmente a su antigua ruta Hamburgo-Helgoland y hacia Amrum, Föhr y Sylt, y zarpó el 1 de julio de 1934, equipado con camarotes adicionales, para dar servicio en Prusia Oriental.

### Segunda Guerra Mundial
Durante la Segunda Guerra Mundial, el Kaiser fue reconvertido nuevamente en minador por la Kriegsmarine. Se armó con dos cañones de 8,8 cm y podía transportar hasta 180 minas. Estuvo temporalmente bajo el mando de Carl Kircheiß y a partir de 1943 fue utilizado como buque experimental para la Kriegsmarine.

### Posguerra
Tras la guerra, el Kaiser fue de nuevo entregado como compensación de guerra a Gran Bretaña, desde donde fue transferido a la Unión Soviética en 1946. Sin haber llegado a navegar bajo bandera inglesa o soviética, pasó a la República Popular de Polonia en abril de 1947 como Beniowski. Volvió a dar servicio tras una revisión de su maquinaria en Earle's Shipbuilding & Engineering Co. en Gran Bretaña y reparaciones posteriores en el astillero Stocznia Pologna en Gdansk. El 22 de julio de 1948 entró en la flota de la naviera “Gryf” Zegluga Przbrzenza, y navegó en la ruta Sopot – Gdynia – Stettin. En 1949 se convirtió en buque escuela de la Armada Polaca. El Beniowski estuvo amarrado en Gdynia desde 1950 y sirvió como buque escuela y de alojamiento en Stettin hasta su desguace en 1954. 